# 2007 VK184
2007 VK184 è un asteroide Apollo del diametro stimato di 130 metri.. Scoperto nel 2007, presenta un'orbita caratterizzata da un semiasse maggiore pari a 1,7262696 au e da un'eccentricità di 0,5695226, inclinata di 9,77861° rispetto all'eclittica.
Poco dopo la scoperta se ne determinò un indice di pericolosità nella Scala Torino di livello 1. Osservazioni successive, tra il 18 dicembre 2007 e il 4 gennaio 2008 portarono ad aumentare il rischio di probabilità di impatto ad 1 su 2700 nel giugno 2048. Alcuni giorni dopo tale probabilità di impatto fu ridotta a 1 su 3030. Tuttavia nel 2009 rimaneva l'unico oggetto di questo tipo con un livello superiore a 0 come rischio di potenziale impatto con la terra nei successivi 100 anni. La possibile velocità d'impatto, prima degli effetti dell'attrazione gravitazionale, fu stimata in 15,63 km/s.
Il passaggio ravvicinato alla Terra del maggio 2014 permise di perfezionare i calcoli e le misurazioni inerenti alla potenziale futura collisione con la Terra o la Luna, portando ad escludere un effettivo rischio.